# Dominik Prpić
Dominik Prpić (Zagabria, 19 maggio 2004) è un calciatore croato, difensore del Porto.

## Biografia
Nato a Zagabria, ha origini dalla Lika e da Ragusa.

## Caratteristiche tecniche
È un difensore centrale aggressivo, molto abile nei duelli e dalle spiccate doti tecniche.

## Carriera

### Club

#### Gli inizi
A sei anni muove i primi passi nel settore giovanile del NK Zagabria. Nel 2017 si trasferisce prima per sei mesi alla Lokomotiva Zagabria, per poi approdare nell'accademia dell'Hajduk Spalato, con cui, nel giugno 2022, conquista il campionato di categoria con la formazione U-19. Debutta in prima squadra il 12 ottobre 2022, subentrando a Dario Melnjak in occasione del sedicesimo di finale di Coppa di Croazia, vinto contro il Tehničar Cvetkovec (1-5). Nel turno successivo della competizione, disputato l'8 novembre seguente, scende nuovamente in campo, questa volta da titolare nella vittoria contro il Mladost Ždralovi (0-3). Quattro giorni dopo fa il suo esordio in campionato, subentra a Stefan Simič nel pareggio per 2-2 in casa del Slaven Belupo. Termina la prima stagione nei Bili con sette presenze tra campionato e coppa, oltre alla vittoria di quest'ultima, venendo tuttavia fermato nella parte finale della stessa a causa di una mononucleosi.

#### Il prestito al Radomlje ed il ritorno all'Hajduk
Il 1º settembre 2023 viene ceduto in prestito semestrale al club sloveno Radomlje. Due giorni dopo fa il suo debutto disputando da titolare la trasferta di campionato terminata 1-1 contro la Rogaška. Il 22 novembre seguente subentra a Marko Merdović nel sedicesimo di finale di Coppa di Slovenia vinto contro il Fužinar (0-2).
Il 3 gennaio 2024, fa il suo ritorno nell'Hajduk dopo aver collezionato tredici presenze ufficiali nella prima metà di stagione trascorsa in Slovenia. Il 23 luglio dello stesso anno rinnova il contratto che lo lega ai Majstori s mora fino all'estate del 2027. Due giorni dopo fa il suo debutto in una competizione UEFA, subentra a Zvonimir Šarlija nel secondo turno di andata dei preliminari di Conference League vinto contro il HB Tórshavn (2-0). Il 14 settembre, nel derby eterno di campionato, si mette in luce fornendo un assist per il gol vittoria di Marko Livaja, contribuendo così al successo in esterna contro la Dinamo Zagabria (0-1).

### Nazionale
Il 21 marzo 2024 fa il suo debutto con la Croazia U-21, disputa da titolare il match vinto contro l'Andorra U-21 (0-3), valido per le qualificazioni all'Europeo.

## Statistiche

### Cronologia presenze e reti in nazionale
| Cronologia completa delle presenze e delle reti in nazionale ― Croazia under 21 | Cronologia completa delle presenze e delle reti in nazionale ― Croazia under 21 | Cronologia completa delle presenze e delle reti in nazionale ― Croazia under 21 | Cronologia completa delle presenze e delle reti in nazionale ― Croazia under 21 | Cronologia completa delle presenze e delle reti in nazionale ― Croazia under 21 | Cronologia completa delle presenze e delle reti in nazionale ― Croazia under 21 | Cronologia completa delle presenze e delle reti in nazionale ― Croazia under 21 | Cronologia completa delle presenze e delle reti in nazionale ― Croazia under 21 |
| Data                                                                            | Città                                                                           | In casa                                                                         | Risultato                                                                       | Ospiti                                                                          | Competizione                                                                    | Reti                                                                            | Note                                                                            |
| ------------------------------------------------------------------------------- | ------------------------------------------------------------------------------- | ------------------------------------------------------------------------------- | ------------------------------------------------------------------------------- | ------------------------------------------------------------------------------- | ------------------------------------------------------------------------------- | ------------------------------------------------------------------------------- | ------------------------------------------------------------------------------- |
| 21-3-2024                                                                       | Andorra la Vella                                                                | Andorra under 21                                                                | 0 – 3                                                                           | Croazia under 21                                                                | Qual. Europeo Under-21 2025                                                     | -                                                                               |                                                                                 |
| 26-3-2024                                                                       | Faro                                                                            | Portogallo under 21                                                             | 5 – 1                                                                           | Croazia under 21                                                                | Qual. Europeo Under-21 2025                                                     | -                                                                               | 30’                                                                             |
| 5-9-2024                                                                        | Zagabria                                                                        | Croazia under 21                                                                | 2 – 1                                                                           | Fær Øer under 21                                                                | Qual. Europeo Under-21 2025                                                     | -                                                                               |                                                                                 |
| 11-10-2024                                                                      | Koprivnica                                                                      | Croazia under 21                                                                | 2 – 0                                                                           | Andorra under 21                                                                | Qual. Europeo Under-21 2025                                                     | -                                                                               |                                                                                 |
| 15-10-2024                                                                      | Koprivnica                                                                      | Croazia under 21                                                                | 3 – 2                                                                           | Grecia under 21                                                                 | Qual. Europeo Under-21 2025                                                     | -                                                                               | 45+1’                                                                           |
| 22-3-2025                                                                       | Doha                                                                            | Croazia under 21                                                                | 3 – 2                                                                           | Egitto under 21                                                                 | Amichevole                                                                      | -                                                                               | 34’ 82’                                                                         |
| Totale                                                                          |                                                                                 | Presenze                                                                        | 6                                                                               |                                                                                 | Reti                                                                            | 0                                                                               |                                                                                 |

| Cronologia completa delle presenze e delle reti in nazionale ― Croazia under 19 | Cronologia completa delle presenze e delle reti in nazionale ― Croazia under 19 | Cronologia completa delle presenze e delle reti in nazionale ― Croazia under 19 | Cronologia completa delle presenze e delle reti in nazionale ― Croazia under 19 | Cronologia completa delle presenze e delle reti in nazionale ― Croazia under 19 | Cronologia completa delle presenze e delle reti in nazionale ― Croazia under 19 | Cronologia completa delle presenze e delle reti in nazionale ― Croazia under 19 | Cronologia completa delle presenze e delle reti in nazionale ― Croazia under 19 |
| Data                                                                            | Città                                                                           | In casa                                                                         | Risultato                                                                       | Ospiti                                                                          | Competizione                                                                    | Reti                                                                            | Note                                                                            |
| ------------------------------------------------------------------------------- | ------------------------------------------------------------------------------- | ------------------------------------------------------------------------------- | ------------------------------------------------------------------------------- | ------------------------------------------------------------------------------- | ------------------------------------------------------------------------------- | ------------------------------------------------------------------------------- | ------------------------------------------------------------------------------- |
| 9-3-2022                                                                        | Stara Pazova                                                                    | Serbia under 19                                                                 | 3 – 0                                                                           | Croazia under 19                                                                | Amichevole                                                                      | -                                                                               | 46’                                                                             |
| 29-3-2022                                                                       | Karlovac                                                                        | Georgia under 19                                                                | 1 – 0                                                                           | Croazia under 19                                                                | Qual. Europeo Under-19 2023                                                     | -                                                                               |                                                                                 |
| 16-11-2022                                                                      | Zagabria                                                                        | Croazia under 19                                                                | 6 – 0                                                                           | Fær Øer under 19                                                                | Qual. Europeo Under-19 2023                                                     | -                                                                               |                                                                                 |
| 19-11-2022                                                                      | Zagabria                                                                        | Croazia under 19                                                                | 1 – 2                                                                           | Finlandia under 19                                                              | Qual. Europeo Under-19 2023                                                     | 1                                                                               |                                                                                 |
| 22-11-2022                                                                      | Zagabria                                                                        | Israele under 19                                                                | 0 – 3                                                                           | Croazia under 19                                                                | Qual. Europeo Under-19 2023                                                     | -                                                                               |                                                                                 |
| Totale                                                                          |                                                                                 | Presenze                                                                        | 5                                                                               |                                                                                 | Reti                                                                            | 1                                                                               |                                                                                 |

## Palmarès

### Club

#### Competizioni giovanili
- Juniorsko prvenstvo Hrvatske u nogometu: 1

Hajduk Spalato: 2021-2022

#### Competizioni nazionali
- Coppa di Croazia: 1

Hajduk Spalato: 2022-2023